# Tin Dekkers
Gerardus Cornelis "Tin" Dekkers (Rotterdam, 18 september 1916 – Orp-Jauche, 8 oktober 2005) was een Nederlands bokser die in 1936 namens zijn vaderland deelnam aan de Olympische Spelen van Berlijn. Daar verloor hij in de kwartfinales van een Argentijn, waardoor hij net buiten de prijzen viel in zijn gewichtsklasse: het middengewicht (tot 72,57 kilogram).
Zijn één jaar oudere broer Hens Dekkers deed mee aan datzelfde olympische toernooi in de Duitse hoofdstad, en strandde daar eveneens in de kwartfinales, maar dan in het weltergewicht (tot 66,68 kilogram). Tin won in eigen land drie nationale titels.